# Club Deportivo Lealtad de Villaviciosa
El Club Deportivo Lealtad de Villaviciosa es un club de fútbol de la localidad de Villaviciosa, en Asturias (España). Fue fundado oficialmente en 1918 y en la temporada 25-26 jugara en Segunda Federación tras ascender en playoffs Disputa sus partidos como local en el campo municipal Las Callejas, con capacidad aproximada para 3000 espectadores.

## Historia

### Primeros años y evolución histórica
1916 – 1920:
La localidad de Villaviciosa es conocida especialmente por su industria sidrera. Su relación con el mundo del fútbol viene de lejos y, quizás, su cercanía con Gijón, donde existían varios clubes que empezaban a adquirir cierta importancia, hizo que esta disciplina deportiva pronto prendase entre la juventud local en torno a 1915 con la creación del Athletic Club de Villaviciosa, una asociación de la que apenas se recuerda nada salvo que fue la primera. 
En 1915 también se fundó la Federación Cantábrica de Fútbol —que cambió su nombre por Federación Asturiana en 1918— y uno de sus primeros objetivos fue la creación de un campeonato regional, para que Asturias pudiese estar representada en el Campeonato de España. La primera edición, disputada a finales de 1916, agrupó a los clubes inscritos en tres categorías y el ya constituido Club Deportivo Lealtad estaba encuadrado en la tercera división.
La constitución del actual Club Deportivo Lealtad ha tenido como telón de fondo el Ateneo Obrero, un centro cultural creado el 4 de marzo de 1911 donde se impartían clases de aritmética, gramática y dibujo a los hijos de los empleados de las distintas industrias de la localidad así como otras actividades formativas como la sanidad. El Ateneo Obrero fue un gran impulso cultural y el fútbol, como deporte que empezaba a cautivar a la juventud, fue el elegido entre una cuarentena de sus socios para matar los ratos de ocio. En abril de 1918, en un día indeterminado, quedaba constituida la Sociedad Deportiva Lealtad bajo la presidencia de David Alonso, disputando su primer encuentro el 26 de mayo, una vez sus jugadores adiestrados y compenetrados, frente al rival local Athletic Club, imponiéndose Lealtad por 7-2.
El éxito del resultado y la seriedad con la cual se tomaron los dos socios el Club les abrieron las puertas para disputar bastantes encuentros frente a otros clubes de su entorno geográfico, principalmente de Gijón, decidiendo en agosto de 1919 inscribirse en la Federación Asturiana que ya regía los destinos de los clubes de la región tomando el relevo a la Federación Cantábrica de Fútbol que organizó los campeonatos regionales hasta entonces.
1920 – 1930:
El Lealtad vestiría inicialmente camisa negriblanca con pantalón negro y medias blancas, pasando a partir de 1920 a vestir camisa negra con pantalón blanco y medias negras, uniformes ambos que en el futuro adoptaría indistintamente en varios ciclos imponiéndose la gran mayoría de las ocasiones el negro como color principal.
Durante esta década el club era una entidad muy humilde cuyas participaciones en las categorías inferiores del Campeonato Asturiano fueron intermitentes, dependiendo su inscripción del dinero disponible. A falta de partidos oficiales, se organizaban encuentros amistosos.
1930 – 1940:
En los años treinta el club progresa adecuadamente y de Tercera Categoría Regional ascendía a Segunda al término de la temporada 1932-33 -tras ser terceros de grupo y superar en la final de las eliminatorias de promoción al Racing de Viesques como primer clasificado-, una división donde compartían grupo con clubes localizados en Gijón, Oviedo, Mieres y Langreo principalmente, terminando sextos la temporada 1933-34. Los desplazamientos, aunque más largos que en la década anterior, no lo eran en exceso, permitiendo la creación de una buena rivalidad frente a los representantes de estos municipios. Presidentes como Valentín Pajares o Ernesto Robledo son quienes conducen a la entidad en aquellos tiempos hasta que la irrupción de la Guerra Civil trunca su continuidad. Previamente habían sido subcampeones en la temporada 1934-35.
A diferencia de las regiones del Este peninsular como Murcia, Valencia o Cataluña donde el fútbol seguía a pesar de la guerra gracias a la lejanía del frente, en Asturias la posibilidad de jugar era altamente peligrosa al haber triunfado la sublevación en algunos puntos. La región era acosada durante más de un año por varios frentes de las tropas sublevadas hasta ser tomada por completo, pasando el fútbol a estar imposibilitado por la extrema gravedad del momento.
1940 – 1950:
Finalizado el conflicto, el Club Deportivo Lealtad se reorganizaba casi de inmediato tras la obligatoria purga de dirigentes y jugadores, participando nuevamente en los campeonatos de una Federación que, desde 1941, pasa a denominarse Federación Astur-Montañesa al asumir los clubes de la disuelta Federación santanderina más las provincias de León, Zamora, Palencia y Burgos. Reestructuradas las categorías, quedaban enclavados en Tercera Regional, clasificándose en tercera posición en la temporada 1942-43 lo que les otorgaba de nuevo el ascenso a Segunda. En esta división fueron cuartos en la temporada 1943-44 y campeones en la 1944-45, puesto que les sirvió para ascender a 1.ª Categoría Regional.
Con Ernesto Robledo en la presidencia, fueron séptimos en la temporada 1946-47 y cuartos en la 1947-48, quedando décimos en la temporada 1948-49. En la campaña 1949-50, que da fin a la década, perdían la categoría al descender por ser undécimos. 
1950 – 1960:
En 1950 también surge en el concejo el Club Arenas, quien queda inscrito en Tercera Regional, iniciando el Lealtad un breve periplo en Segunda Regional que lo mantendrá con actividad las temporadas 1950-51 y 1951-52, campaña esta última en la que conseguía retornar a Primera. Sin embargo, la estancia fue muy corta y el decimocuarto puesto de la temporada 1952-53 y la reestructuración de las categorías lo llevan a Tercera donde se quedaría estancado unos años hasta que a finales de la década conseguía volver a Segunda para ser decimosegundo en la temporada 1959-60.
1960 – 1970:
La temporada 1960-61 la pasan en Segunda Regional, saliendo de la última categoría del sistema de ligas, concluida la campaña 1961-62 al ser segundos tras el Santa Marina C. F.. Iniciaban con este ascenso un ciclo en 1.ª Categoría Regional. Fueron novenos en la temporada 1964-65, decimosegundos la 1965-66, octavos en la 1966-67 y novenos en la 1967-68, teniendo muchos más problemas para obtener la permanencia en la campaña 1968-69 tras ser decimoquintos y perdiéndola definitivamente en la temporada 1969-70 al ocupar la decimonovena plaza con Ángel Cueto en la presidencia.
1970 – 1980:
En la década de los setenta el Lealtad se convierte en un club ascensor, permutando las categorías de forma rápida tanto en orden ascendente como descendente, aunque en ocasiones tales cambios obedecían a reestructuraciones producidas en el seno de la Federación Asturiana. De este modo, en las primeras temporadas militaban en Segunda Regional, en la 1973-74 en 2.ª Regional Preferente, y desde 1974 hasta 1977 en 2.ª Regional Ordinaria, consiguiendo al término de esta última ser campeones y encadenar dos ascensos consecutivos, el primero a Primera Regional donde competirían en la temporada 1978-79 y en la 1979-80.
1980 – 1990:
Durante los años ochenta el Lealtad permanece como uno de los clubes más antiguos de Asturias pero que, hasta la fecha, nunca había militado en categoría nacional. 
La Primera Regional fue su categoría a lo largo desde 1980 hasta 1983, cuando descendería a Segunda Regional al término de la última para estar otros tres años en esta categoría, Desde la 1983-84 a la 1985-86, consiguiendo en esta última retornar a Primera Regional como campeón para dar el salto a Regional Preferente, una categoría en la cual nunca habían participado. A finales de década, siendo decimoprimeros la campaña 1987-88, novenos la 1988-89 y cuartos la 1989-90, puesto que les servía para conseguir, el ansiado ascenso a la Tercera División de España de categoría nacional.

### Primera temporada en la categoría de bronce
1990 - 2000:
Tras el ascenso el Club Deportivo Lealtad debuta en Tercera División durante la temporada 1990-91. El puesto conseguido, décimo, es un éxito para un club que se estrenaba en la categoría. 
La campaña 1991-92 fue brillante y en una competición muy igualada, conseguían el campeonato superando por un solo punto al segundo clasificado. La liguilla de ascenso a Segunda B competirían con la Real Sociedad Deportiva Alcalá, un rival que les arrebataba la posibilidad del ascenso, aunque superaban a Club Deportivo Carballiño y al Atlético Astorga que completaban el grupo. 
En la temporada 1992-93 fueron subcampeones a solo tres puntos del Caudal Deportivo, repitiendo liguilla de ascenso aunque con poco éxito al ser colistas con tan solo dos puntos y precedidos por Arosa Sociedad Cultural, C. D. Colonia Moscardó y C. D. Ribert. 
La temporada 1993-94 también fue dominada por el Caudal con el Lealtad como subcampeón, con lo que volvían a intentar el ascenso y con mejores números, aunque el Real Aranjuez Club de Fútbol les privaba de conseguirlo. Fueron subcampeones de grupo con Real Club Deportivo de La Coruña "B" y el Club Atlético Bembibre en tercera y cuarta posición respectivamente.
En la temporada 1994-95 eran terceros en liga tras Caudal y Club Siero, disputando otra liguilla de ascenso, para en esta ocasión ser superados por Endesa As Pontes y Club Deportivo Leganés "B", mientras que colista era la U. D. Salamanca "B". La temporada 1995-96 no fue tan propicia y quedaban octavos, fuera de la liguilla de ascenso, a la que volverían en la campaña 1996-97 nuevamente tras ser cuartos. Con un solo triunfo, quedaban colistas por debajo de Burgos C. F., Ponte Ourense C. F. y Real Sociedad Deportiva Alcalá. 
Al año siguiente el Lealtad viviría el mejor momento de la historia del club hasta entonces y es que, tras proclamarse campeón de liga, al fin logró alcanzar la Segunda División B con un joven Marcelino García Toral en el banquillo. Habían comandado un difícil e igualado grupo en la liguilla de ascenso donde la Gimnástica Segoviana era su principal adversario y con quien se tuvieron que jugar el ascenso en la última jornada en casa, resuelto favorablemente el compromiso al vencer por 1-0. Betanzos C. F. y Real Madrid "C" completaron el cuarteto de equipos de aquella liguilla histórica.
Se estrenaban en Segunda División B en la temporada 1998-99 con Enrique Mijares en la presidencia y José Antonio "Pocholo" en el banquillo conscientes de sus limitaciones pero muy ilusionados por disputar un campeonato tan ansiado en un grupo compartido con equipos asturianos, madrileños, canarios, gallegos y castellano-manchegos. Pronto se veía que el reto era enormemente complicado y pese al gran esfuerzo, acabaron como colistas. De regreso a Tercera División volvían a proclamarse campeones en la temporada 1999-2000, pero una fuerte Agrupación Deportiva Alcorcón se cruzaba en su camino y les superaba en la liguilla. Tercero fue La Bañeza Fútbol Club y cuarta la U. D. Xove Lago.
2000 – 2010:
El inicio del nuevo siglo no será tan fructífero como la última década, pero a pesar de todo se les presentaron nuevas oportunidades para retornar a la Segunda División B. La temporada 2000-01 les lleva a la liguilla tras el cuarto puesto en liga pero el Celta "B" es quien acaba ascendiendo como primero. El cuadro negrillo sería segundo, precedería a CD Las Rozas y U. D. Salamanca "B" en el grupo. 
En la campaña 2001-02 fueron decimoprimeros, muy alejados de los puestos de honor, concluyendo sextos en la 2002-03. El Lealtad se encontraba en un periodo de transición y los resultados no eran los de años anteriores. Séptimos en la temporada 2003-04, decimosegundos en la 2004-05. 
Superaban ese pequeño bache deportivo volviendo a la liguilla de ascenso en la temporada 2005-06 tras ser cuartos. Para entonces el sistema de ascensos había cambiado y las disputas se realizaban mediante eliminatorias directas a dos encuentros. En cuartos de final se encontraban con el Deportivo de La Coruña "B" quien les superaba en ambos encuentros: 1-2 en Villaviciosa y 1-0 en la ciudad gallega.
En la temporada 2006-07 era subcampeón tras el Caudal pero, como sucediera en la anterior campaña, caían en cuartos de final ante el Poli Ejido "B" que les vencía por 4-0 en la localidad almeriense. El 2-1 de Villaviciosa no fue suficiente. Las tres temporadas siguientes no fueron muy satisfactorias, lejos de los puestos de promoción de ascenso, quedaban octavos en la 2007-08 y décimos en las dos siguientes campañas.

### De la crisis al mejor momento de su historia.
2010 - 2020:
En esta década se inicia con serios problemas económicos y el descenso de presupuesto repercute en la confección de las distintas plantillas. Deportivamente el club lo acusa, finaliza duodécimo la temporada 2010-11 y decimocuarto la 2011-12 luchando por evitar el descenso. En 2012 todo parece abocado a lo peor porque a la grave situación financiera del club se une la gran crisis que atraviesa el país. En ese momento, con el Club Deportivo Lealtad al borde de la desaparición, con una deuda asfixiante y el equipo deportivamente viviendo horas muy bajas, llega a su rescate, por petición de numerosos aficionados, un exjugador del club, Pedro Menéndez. 
Tras un sexto puesto en la liga 2012-13, en la campaña 2013-14 llega la gran sorpresa de la mano del joven técnico Javi Rozada, al que, pese a su inexperiencia, el presidente confía las riendas del equipo. De manera sorpresiva, el Lealtad se proclama campeón del Grupo II de Tercera División en un emocionante fase final de liga con el Unión Popular de Langreo -con quien empata a puntos-, seguido muy de cerca por el Unión Club Ceares. En la fase de campeones se encuentra con el C. D. Puertollano, perdiendo en la localidad castellana por 1-0 e igualando el global en "Les Caleyes" al término de los noventa minutos. Dicho resultado obliga a disputar una prórroga que daría paso al lanzamiento de penaltis e imponiéndose los maliayos por 4-3 con el guardameta Javi Porrón como protagonista deteniendo dos lanzamientos y logrando que el equipo de "La Villa" ascienda a Segunda División B por segunda vez en su historia.
Ya con el club saneado económicamente, el Lealtad afronta el reto de disputar por segunda vez en su historia la categoría de bronce del fútbol español que, además, esta temporada 2014-15 en el grupo I, donde compiten los maliayos, figuran clubes históricos como Real Oviedo, Real Murcia, Burgos C. F., SD Compostela o la Cultural y Deportiva Leonesa, entre otros. Tras una floja primera vuelta, en la que el equipo suma tan solo catorce puntos, llega una reacción en la segunda parte de la competición, en la que el equipo hace nada menos que treinta puntos para superar los obtenidos en aquella única presencia en Segunda B de la 1998-99 y conseguir el hito de la permanencia en la última jornada tras vencer al Racing de Ferrol en "Les Caleyes" por 1-0 con un tanto de Yosu Camporro, garantizando que el equipo repita por primera vez presencia en la categoría de bronce. En un partido que tuvo muchas suspicacias por la escasa entrega del cuadro ferrolano.
En la temporada 2015-16, el equipo maliayo compartió el Grupo I con conjuntos de Galicia, Castilla y León, Navarra, Cantabria, La Rioja, Extremadura y la propia Asturias. De nuevo con el técnico ovetense Javi Rozada en el banquillo y Pedro Menéndez como director deportivo y presidente, el equipo consiguió batir todos sus récords y alcanzó la décima posición final con 50 puntos y 50 goles marcados en una temporada que le llevó a ocupar buena parte del campeonato una de las siete primeras plazas. El campo de "Les Caleyes" vivió nueve meses y medio de imbatibilidad desde el 21 de marzo de 2015 tras el 0-1 ante el Real Oviedo con gol de Néstor Susaeta al 3 de enero de 2016 cuando la U. D. Logroñés derrotaba a los de Villaviciosa por 0-2.
Tras haber sido reelegido presidente por otros cuatro años, Pedro Menéndez inició una nueva temporada como director deportivo del club y la campaña 2016-17 pone al frente del equipo a Roberto Aguirre en sustitución de Javi Rozada, que dejó el club entendiendo que había finalizado su etapa en el club.
El comienzo de la temporada 2016-17 no puede ser mejor al igualar en la jornada 24 el registro de 36 puntos que el equipo tenía la campaña anterior. 
En la temporada 2017-18 no consigue repetir los éxitos de temporadas anteriores y desciende a Tercera División tras quedar en 18.ª posición con 28 puntos, poniendo fin a cuatro temporadas consecutivas en la categoría, la mejor racha en la historia del club.
Para el curso 2018-19 el entrenador pasa a ser el exjugador maliayés Samuel Baños, que había ejercido como segundo entrenador la pasada campaña. Finalizan la temporada como primeros y disputan la promoción de ascenso a Segunda División B. Tras caer en la eliminatoria de los campeones contra el Getafe Club de Fútbol "B", superarían la segunda ronda contra la Sociedad Deportiva Formentera, para no alcanzar el objetivo del cambio de categoría en la última, tras ser superados por el Club Polideportivo Villarrobledo, que sería quien lograría el ascenso a la Segunda División B.
2020 - 2030:
En la campaña 2021-22 consiguió clasificarse en tercera posición del grupo II de Tercera Federación. Lo que le permitió disputar primeramente un play-off, con los equipos clasificados del segundo al quinto de su grupo. Tras eliminar al C. D. Llanes en semifinales y al Real Sporting de Gijón "B"  en la final, se clasificó para la fase nacional. Esta daba una plaza de ascenso a Segunda Federación al ganador de su eliminatoria a partido único en el campo del mejor clasificado. Enfrentándose a uno de los finalistas clasificados de los otros diecisiete grupos de Tercera Federación, decididos por sorteo por la RFEF. Le tocó jugarse el ascenso con el Club Deportivo Alfaro, segundo clasificado del grupo XVI.  Equipo que logró ascender en la promoción, tras un empate a cero y disputarse una prórroga sin que ninguno de los dos marcase, lo que daba el ascenso al mejor clasificado, en este caso al club alfareño.
Dos años después volvió a clasificarse para promocionar a Segunda Federación. Pero no pasó la fase autonómica, primero eliminó al Unión Club Ceares en las semifinales, para posteriormente ser eliminados en la final por L'Entregu C. F.

## Escudo
El escudo del Club Deportivo Lealtad tiene forma de escudo suizo, negro; en su interior lucen una "L" blanca y un viejo balón de fútbol. A lo largo de la historia ha sufrido pocas modificaciones, manteniendo siempre la "L" característica del escudo.

## Estadio
Disputa sus partidos como local en el campo municipal Las Callejas, con capacidad para unos 3000 espectadores, 220 de ellos sentados. Es utilizado como estadio del club negrillo desde 1919. Se localiza en la avenida del Deporte s/n en Villaviciosa. Sus equipos de fútbol base juegan en el campo Nuevo Villazón, de hierba sintética, en la localidad vecina de Amandi.

## Uniforme
Para la temporada 2023-24, las equipaciones son obra de la firma alemana Adidas.

### Uniformes actuales
- Uniforme titular: Camiseta negra con franjas blancas en los hombros, pantalón y medias negras.
- Uniforme alternativo: Camiseta blanca, pantalón y medias blancas.

### Evolución
| 2020-21 | 2021-22 | 2022-23 | 2023-24 | 2024-25 |

## Filial
En la temporada 2014-15 se crea el Club Deportivo Lealtad "B", con el fin de que los jugadores que finalizan su etapa juvenil, continúen ligados al club. En 2016 ascendió a Primera Regional con Francisco Cabal en los banquillos. Tras cinco campañas en esta categoría, se volvería a lograr el ascenso en la 2021-22 a la Primera RFFPA con el exjugador negrillo Miguel Vigón de entrenador. Acabó como colista en su única temporada en la categoría y descendió. En la temporada 2024-25 milita en la 2.ª Asturfútbol.

## Datos del club

### Trayectoria en competiciones nacionales
- Temporadas en 1.ª División: 0
- Temporadas en 2.ª División: 0
- Temporadas en 2.ª División B: 6
- Temporadas en Segunda Federación: 0
- Temporadas en Tercera: 28
- Participaciones en Copa del Rey: 8

### Récords (2.ª B)
- Mayor goleada lograda: Lealtad 5-1 Valladolid "B" (2015-16)
- Mayor goleada encajada: Bilbao Athletic 8-0 Lealtad (2017-18)
- Mejor puesto en liga: 10.º (2015-16 y 2016-17 )
- Peor puesto en liga: 20.º (1998-99)
- Máximo goleador: David Grande (16 goles) 2016-17
- Portero menos goleado: Javi Porrón (37 goles en 36 partidos) 2016-17
- Máximo goleador de la historia del club: Miguel Ángel Vigón (227 goles en 9 temporadas)

## Jugadores y entrenadores

### Altas y bajas 2018/19
| Altas               |                |                   |       |       |
| Jugador             | Posición       | Procedencia       | Tipo  | Costo |
| Emilio Menéndez     | Portero        | CD Tineo          | Libre |       |
| Caique Gonçalves    | Defensa        | UD Barbadás       | Libre |       |
| Roberto Albuquerque | Defensa        | L'Entregu CF      | Libre |       |
| Carlos Makiadi      | Defensa        | EI San Martín     | Libre |       |
| Fernando Losada     | Defensa        | C.E. L'Hospitalet | Libre |       |
| Miguel Obaya        | Centrocampista | CD Praviano       | Libre |       |
| Pelayo Castañón     | Centrocampista | Caudal Deportivo  | Libre |       |
| Piniella            | Centrocampista | CD Tuilla         | Libre |       |
| Zucu                | Centrocampista | C.D. Colunga      | Libre |       |
| Damián              | Centrocampista | UP Langreo        | Libre |       |
| Cheikh Saha         | Delantero      | Club Siero        | Libre |       |
| David Ruiz          | Delantero      | Sporting Atlético | Libre |       |

| Bajas                    |                |                       |       |       |
| Jugador                  | Posición       | Destino               | Tipo  | Costo |
| David Tejero             | Portero        | C. D. Leganés "B"     | Libre |       |
| Omar Hernández           | Defensa        | Caudal Deportivo      | Libre |       |
| Mauri Torres             | Defensa        | St. Joseph's          | Libre |       |
| Alberto Carbonell        | Defensa        | CP Cacereño           | Libre |       |
| Héctor Galiano           | Defensa        | Écija Balompié        | Libre |       |
| Mendi                    | Centrocamoista | Caudal Deportivo      | Libre |       |
| Rodri Martinez           | Centrocampista | CP Cacereño           | Libre |       |
| Agus Porto               | Centrocampista | CD Llanes             | Libre |       |
| Borja Iñiguez            | Centrocampista | U.D. Socuéllamos C.F. | Libre |       |
| Álex Cruz                | Centrocampista | Agente libre          | Libre |       |
| Iván Garrido             | Delantero      | CD Izarra             | Libre |       |
| Chema Moreno             | Delantero      | CD Izarra             | Libre |       |
| Álvaro Montero Fernández | Delantero      | Marbella FC           | Libre |       |

## Trayectoria
| Temporada | Nivel | Categoría               | Puesto | Copa del Rey |
| --------- | ----- | ----------------------- | ------ | ------------ |
| 1916-1960 |       | Regionales              |        |              |
| 1960-61   | 5     | 2.ª Regional            | —      |              |
| 1961-62   | 5     | 2.ª Regional            | —      |              |
| 1962-63   | 4     | 1.ª Categoría Regional  | 4.º    |              |
| 1963-64   | 4     | 1.ª Categoría Regional  | 10.º   |              |
| 1964-65   | 4     | 1.ª Categoría Regional  | 10.º   |              |
| 1965-66   | 4     | 1.ª Categoría Regional  | 13.º   |              |
| 1966-67   | 4     | 1.ª Categoría Regional  | 7.º    |              |
| 1967-68   | 4     | 1.ª Categoría Regional  | 9.º    |              |
| 1968-69   | 4     | 1.ª Categoría Regional  | 16.º   |              |
| 1969-70   | 4     | 1.ª Categoría Regional  | 19.º   |              |
| 1970-71   | 5     | 2.ª Regional            | —      |              |
| 1971-72   | 5     | 2.ª Regional            | —      |              |
| 1972-73   | 5     | 2.ª Regional            | —      |              |
| 1973-74   | 5     | 2.ª Regional Preferente | —      |              |
| 1974-75   | 5     | 2.ª Regional Preferente | 20.º   |              |
| 1975-76   | 6     | 2.ª Regional            | 3.º    |              |
| 1976-77   | 6     | 2.ª Regional            | 2.º    |              |
| 1977-78   | 6     | 2.ª Regional Preferente | 8.º    |              |
| 1978-79   | 6     | 1.ª Regional            | 12.º   |              |
| 1979-80   | 6     | 1.ª Regional            | 7.º    |              |
| 1980-81   | 6     | 1.ª Regional            | 7.º    |              |
| 1981-82   | 6     | 1.ª Regional            | 18.º   |              |
| 1982-83   | 7     | 2.ª Regional            | 10.º   |              |
| 1983-84   | 7     | 2.ª Regional            | 11.º   |              |
| 1984-85   | 7     | 2.ª Regional            | 2.º    |              |
| 1985-86   | 7     | 2.ª Regional            | 1.º    |              |
| 1986-87   | 6     | 1.ª Regional            | 2.º    |              |
| 1987-88   | 5     | Regional Preferente     | 11.º   |              |
| 1988-89   | 5     | Regional Preferente     | 9.º    |              |
| 1989-90   | 5     | Regional Preferente     | 4.º    |              |
| 1990-91   | 4     | 3.ª División            | 10.º   |              |
| 1991-92   | 4     | 3.ª División            | 1.º    |              |
| 1992-93   | 4     | 3.ª División            | 2.º    | 2.ª ronda    |
| 1993-94   | 4     | 3.ª División            | 3.º    | 2.ª ronda    |
| 1994-95   | 4     | 3.ª División            | 3.º    |              |
| 1995-96   | 4     | 3.ª División            | 8.º    |              |
| 1996-97   | 4     | 3.ª División            | 4.º    |              |
| 1997-98   | 4     | 3.ª División            | 1.º    |              |
| 1998-99   | 3     | 2.ª División B          | 20.º   | 1.ª ronda    |
| 1999-2000 | 4     | 3.ª División            | 1.º    |              |

| Temporada | Nivel | Categoría         | Puesto | Copa del Rey |
| --------- | ----- | ----------------- | ------ | ------------ |
| 2000-01   | 4     | 3.ª División      | 4.º    | Ronda previa |
| 2001-02   | 4     | 3.ª División      | 11.º   |              |
| 2002-03   | 4     | 3.ª División      | 6.º    |              |
| 2003-04   | 4     | 3.ª División      | 7.º    |              |
| 2004-05   | 4     | 3.ª División      | 12.º   |              |
| 2005-06   | 4     | 3.ª División      | 4.º    |              |
| 2006-07   | 4     | 3.ª División      | 2.º    |              |
| 2007-08   | 4     | 3.ª División      | 8.º    |              |
| 2008-09   | 4     | 3.ª División      | 10.º   |              |
| 2009-10   | 4     | 3.ª División      | 10.º   |              |
| 2010-11   | 4     | 3.ª División      | 12.º   |              |
| 2011-12   | 4     | 3.ª División      | 14.º   |              |
| 2012-13   | 4     | 3.ª División      | 6.º    |              |
| 2013-14   | 4     | 3.ª División      | 1.º    |              |
| 2014-15   | 3     | 2.ª División B    | 15.º   | 2.ª ronda    |
| 2015-16   | 3     | 2.ª División B    | 10.º   |              |
| 2016-17   | 3     | 2.ª División B    | 10.º   |              |
| 2017-18   | 3     | 2.ª División B    | 18.º   |              |
| 2018-19   | 4     | 3.ª División      | 1.º    |              |
| 2019-20   | 4     | 3.ª División      | 1.º    | 1.ª ronda    |
| 2020-21   | 3     | 2.ª División B    | 17.º   | 1.ª ronda    |
| 2021-22   | 5     | 3.ª División RFEF | 3.º    |              |
| 2022-23   | 5     | 3.ª Federación    | 7.º    | 1.ª ronda    |
| 2023-24   | 5     | 3.ª Federación    | 3.º    |              |
| 2024-25   | 5     | 3.ª Federación    |        |              |

## Palmarés

### Torneos nacionales
- Tercera División (6): 1991-92, 1997-98, 1999-2000, 2013-14, 2018-19, 2019-20.
- Subcampeón de Tercera División (2): 1992-93, 2006-07.

### Torneos autonómicos
- Copa R.F.E.F. (fase autonómica de Asturias): (1): 2019.
- Subcampeón de la Copa Federación (fase autonómica de Asturias): (2): 1998 y 2004.
- Subcampeón de la Primera Regional (1): 1986-87.
- Segunda Regional (1): 1985-86.
- Subcampeón de la Segunda Regional (2): 1976-77 y 1984-85.

### Trofeos amistosos
- Trofeo Villa de Lena (1): 2022.